# Sascha Dum
Sascha Dum (Leverkusen, 3 de julho de 1986) é um futebolista alemão. Atualmente defende o Fortuna Düsseldorf da segunda divisão alemã.